# John-David F. Bartoe
John-David Francis Bartoe (Abington, 17 novembre 1944) è un astrofisico e astronauta statunitense.
Nel 1985 ha preso parte alla missione STS-51-F a bordo dello Space Shuttle Challenger come specialista del carico utile.